# Stichopogon auctus
Stichopogon auctus là một loài ruồi trong họ Asilidae. Stichopogon auctus được Bezzi miêu tả năm 1912. Loài này phân bố ở vùng Cổ Bắc giới.